# أورنج الأردن
أورنج الأردن شركة اتصالات مقرّها في الأردن تتبع لمجموعة أورنج لخدمات الهاتف المحمول والإنترنت، وهي المشغّل لشبكة الهاتف الأردني، والمشغّل لرخصة الاتصالات المتنقلة الممنوحة لشركة الاتصالات الأردنية.
سُجلت الشركة الأولى في 21 أيلول عام 1999، وذلك بهدف بناء شبكة اتصالات متنقلة لخدمة الأردن ، وأطلقت الخدمة العامة الكاملة في جميع أنحاء المملكة في 15 سبتمبر 2000.
واستمرت بتشغيل الهاتف المحمول تحت اسم موبايلكم حتى تم تغيير علامتها التجارية في عام 2007.

## التاريخ
تمت خصخصة الشركة في 23 يناير 2000، فمجموعة أسهم الاتصالات الأردنية كانت 60٪ مملوكة من قبل الحكومة الأردنية.و 40٪ المتبقية من مجموعة الأسهم كانت مملوكة للإستثمار JITCO، وهي شركة قابضة تملكها فرانس تليكوم (88٪) والبنك العربي (12٪).

## الهاتف
يوم 30 مارس 2010، أطلقت أورنج الأردن شبكة الجيل الثالث (3G) وهي أول شبكة للجيل الثالث 3G في الأردن .و W-CDMA وقد توالت الشبكة على ثلاث مراحل، وفقا لرئيس التنفيذي السابق لأورانج الأردن نايلة خوام . ففي المرحلة الأولى تمت تغطية شمال غرب عمان ، أربد و الزرقاء ، بينما في تغطية أبريل تم توسيعها لتشمل كامل رأس المال و العقبة. بحلول صيف 2010 شملت تغطية الشبكة معظم المواقع الحضرية، وتقديم الخدمات لحوالي 70٪ من المناطق المأهولة بالسكان، أي ما يعادل نحو مليوني شخص.

## ADSL
في عام 2009، عرضت أورنج الأردن سرعات ADSL أعلى للعملاء الأردنيين حيث وصلت إلى مابين 4 ميغابايت و 8 ميغابت في الثانية . وتماشيا مع إستراتيجية أورنج الأردن لجعل عام 2011 «عام النطاق العريض،» وكشفت الشركة في فبراير 2011 عن حزمتين جديدتين هما ADSL+2 و الجيل الثالث 3G+ ، وتقديم سرعات النطاق العريض غير مسبوقة تصل إلى 24 ميجابت في الثانية و 21 ميجابت في الثانية على التوالي.

## FTTH و VDSL
يوم الأحد 8 ديسمبر 2013، أعلنت أورنج الأردن أنها سوف تقدم لمشتركيها سرعات انترنت عالية جدا للمرة الأولى في المملكة. وعرضت الشركة معدل مرتفع جدا في بث خط المشترك الرقمي ( VDSL ) والألياف إلى (المنزل FTTH الخدمات)، وبالتالي فإن هذا التطور شكل معلما جديدا في مجال الاتصالات في المملكة. ويتم تشغيل الخدمة الجديدة حصريا من أورانج لصالح المستخدمين المنزليين وكذلك رجال الأعمال و الشركات الصغيرة والمتوسطة على حد سواء، وتقدم سرعات اتصال بشبكة الإنترنت غير مسبوقة تصل إلى 100 ميغابيت في الثانية.
وقد تم الإعلان عن إطلاق الخدمة الجديدة رسميا من قبل الشركة خلال مؤتمر صحفي استضافته وحضر الحدث نفسه الرئيس التنفيذي لشركة أورانج الأردن جان فرانسوا توماس ، جنبا إلى جنب مع ممثلي وسائل الإعلام وهواة التكنولوجيا.
VDSL و FTTH تعتبر حلولا تدعم مجموعة واسعة من الخدمات مثل الصوت والفيديو والبيانات، HDTV والألعاب التفاعلية، مما يعطي مستخدميها تجربة جديدة من التفاعل على شبكة الإنترنت كما أن انتشار الإنترنت في الأردن وصل حسب التقديرات إلى حوالي 63٪ في عام 2013، وهناك خطة لزيادته إلى 85٪ بحلول نهاية عام 2017 كجزء من إستراتيجية تكنولوجيا المعلومات والاتصالات.

## روابط خارجية
- الموقع الرسمي